# Троицкий Посад
Тро́ицкий Поса́д (горномар. Когосола) —  село в Горномарийском районе Марий Эл Российской Федерации. Административный центр Троицко-Посадского сельского поселения.

## Название
Марийское название «Когосола» состоит из слов «кого» — «большое» и «сола» — «деревня»/«село».

## География
Село расположено на высоком правом берегу Волги (Чебоксарское водохранилище) при впадении реки Юнга (Большая Юнга), в 8 км выше Козьмодемьянска. Расстояние до районного центра по шоссе 12 км.

## История
Село было основано в 1585 году, как стан городовой стражи Козьмодемьянска. Первыми жителями были стрельцы, посадские люди, крестьяне, переселённые из центральных районов России.
В конце XVI-XVIII веков жители села относились к категории посадских людей и были приписаны к Козьмодемьянской посадской общине.
В 1830 году село было преобразовано в посад.
Основными занятиями жителей были работы, связанные с Волгой: торговля астраханской рыбой, бурлачество, строительство речных несамоходных судов, сплав плотов по Волге.

## Население
| 2002 | 2010 | 2013 | 2014 |
| ---- | ---- | ---- | ---- |
| 574  | ↗581 | ↘555 | ↘550 |

По состоянию на 1 января 2001 года, в селе Троицкий Посад числилось 343 двора, в том числе 73 двора пустующих. Численность населения 634 человека (275 мужчин и 359 женщин), из них:
- русских — 520 человек
- марийцев — 110 человек
- татар — 1 человек
- чувашей — 1 человек
- удмуртов — 1 человек
- белорусов — 1 человек.

## Известные уроженцы
Пономарёв Георгий Александрович (1920—2006) — советский и российский военный врач. Участник Великой Отечественной войны и советско-японской войны (1944―1945). Начальник Главного военного клинического госпиталя имени Н. Н. Бурденко (1969―1973), начальник медицинской службы РВСН СССР (1973―1978), генерал-майор медицинской службы (1966). Член ВКП(б) с 1947 года.

## Достопримечательности
- Церковь Пресвятой Троицы (1883)

## Инфраструктура
Троицко-посадская основная общеобразовательная школа

## Транспорт
Автобусное сообщение с  Козьмодемьянском. Остановка общественного транспорта «Троицкий Посад». 